# Kirill Glebov
Pour les articles homonymes, voir Glebov.
Kirill Artyomovitch Glebov (en russe : Кирилл Артёмович Глебов), né le 10 novembre 2005 à Tcheliabinsk en Russie, est un footballeur russe qui évolue au poste d'ailier au CSKA Moscou.

## Biographie

### Carrière en club
Glebov rejoint l'académie du CSKA Moscou en 2019. Il fait ses débuts professionnels avec le club de la capitale en Premier-Liga russe le 5 mars 2023 lors d'un match contre le FK Sotchi.
Le 7 décembre 2023, il prolonge son contrat jusqu'à l'été 2027.
Il marque son premier but en équipe senior le 28 avril 2024, en championnat face au FK Baltika (victoire 3-1).

### En sélection
Glebov est international russe avec les moins de 16, 17 et 18 ans, jusqu'à sa première cape avec les espoirs, le 8 septembre 2023 face à l'Ouzbékistan.

## Palmarès
CSKA Moscou
- Coupe de Russie :
  - Vainqueur en 2023[5] et en 2025[6]
- Championnat de Russie :
  - Vice-champion en 2022-2023.